# Харрадайн, Бенн
Бенн Харрадайн (англ. Benn Harradine; род. 14 октября 1982[…], Ньюкасл, Новый Южный Уэльс) — австралийский легкоатлет, специалист по метанию диска. Выступал за сборную Австралии по лёгкой атлетике в 2006—2018 годах, чемпион Игр Содружества, многократный победитель и призёр первенств национального значения, действующий рекордсмен Австралии и Океании, участник трёх летних Олимпийских игр.

## Биография
Бенн Харрадайн родился 14 октября 1982 года в Ньюкасле, штат Новый Южный Уэльс. Представитель коренного народа вотджобалук.
Впервые заявил о себе в лёгкой атлетике на международном уровне в сезоне 2006 года, когда вошёл в состав австралийской национальной сборной и выступил на домашних Играх Содружества в Мельбурне, где в зачёте метания диска стал восьмым.
В 2007 году впервые одержал победу на чемпионате Австралии в метании диска (впоследствии завоёвывал национальный титул ещё пять раз).
Благодаря череде удачных выступлений удостоился права защищать честь страны на летних Олимпийских играх 2008 года в Пекине — на предварительном квалификационном этапе метания диска показал результат 58,55 метра, чего оказалось недостаточно для выхода в финал.
В 2009 году метал диск на чемпионате мира в Берлине (61,74).
В 2010 году стал вторым на Континентальном кубке IAAF в Сплите (66,45), превзошёл всех соперников на Играх Содружества в Дели (65,45).
На чемпионате мира 2011 года в Тэгу с результатом 64,77 был пятым.
Выполнив олимпийский квалификационный норматив (65,00), благополучно прошёл отбор на Олимпийские игры 2012 года в Лондоне — на сей раз в финале метнул диск на 63,59 метра, расположившись в итоговом протоколе соревнований на девятой строке.
В мае 2013 года на домашних соревнованиях в Таунсвилле установил ныне действующий рекорд Австралии и Океании в метании диска — 68,20 метра, тогда как в августе выступил на чемпионате мира в Москве (59,68).
В 2014 году стал пятым на Континентальном кубке IAAF в Марракеше (61,97) и четвёртым на Играх Содружества в Глазго (61,91).
В 2015 году закрыл десятку сильнейших на чемпионате мира в Пекине (62,05).
Имея результат выше олимпийского квалификационного норматива (65,00), отобрался на Олимпийские игры 2016 года в Рио-де-Жанейро — здесь метнул диск на 60,85 метра, не преодолев предварительный квалификационный этап.
На чемпионате мира 2017 года в Лондоне с результатом 60,95 в финал не вышел.
В 2018 году занял шестое место на домашних Играх Содружества в Голд-Косте (61,64) и по окончании сезона завершил спортивную карьеру.